# Schafstall Haidhäuser Straße 4
Der Schafstall Haidhäuser Straße 4 im nordöstlichen Ortsteil Dötlingen-Haidhäuser stammt vom Anfang des 19. Jahrhunderts.
Aktuell (2023) wird er als landwirtschaftliches Nebengebäude genutzt.
Das Gebäude steht unter Denkmalschutz (siehe auch Liste der Baudenkmale in Dötlingen).

## Beschreibung
Das eingeschossige Gebäude mit Feldsteinsockel, Giebeln in Fachwerk mit Backsteinausfachungen, Krüppelwalmdach mit Uhlenloch und einer Längsdurchfahrt wurde in der ersten Hälfte des 19. Jahrhunderts gebaut. Es prägt das Landschaftsbild.
Das Landesdenkmalamt befand: „… geschichtliche Bedeutung … als beispielhafte Ausprägung eines Schafstalls der 1. Hälfte des 19. Jhs. …“